# 上海强生控股

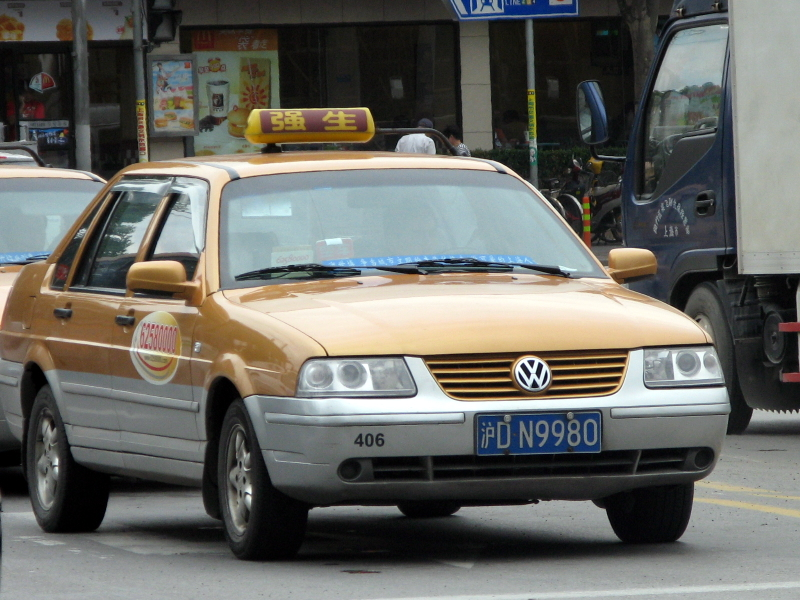
一輛强生出租，車上印有“62580000”调度服务平台內容

上海强生控股股份有限公司（Shanghai Qiangsheng Holding Co.,Ltd.，上交所：600662）是上海市一間經營出租車的上市企業。上海市市管國有企業上海久事集团控股上海強生48%，其餘在上海證券交易所流通。

## 历史
前身是上海市出租汽車公司，可追溯自祥生汽車股份有限公司（1919年創立）。戰前的祥生汽車使用“Johnson”（見约翰逊）作為其英文名稱，上海強生現在雖然使用“Johnson”的中譯「強生」作為公司名稱，但英文名稱已改為漢語拼音“Qiangsheng”（Qiángshēng），發音與祥生汽車的創辦人周祥生名字的漢語拼音（Xiángshēng）相近。
1997年，强生開通“62580000”调度服务平台。
2008年9月，通过股权无偿划转，公司实际控制人将由上海强生集团有限公司职工持股会变更为上海久事公司。2020年5月13日，强生控股披露重组预案。上市公司将通过股份无偿划转、资产置换、发行股份购买资产及募集配套资金的方式完成此次重组。重组完成后，上市公司自身全部资产及负债置出，并置入上海外服集团有限公司100%股权，上海外服得以实现借壳上市。

## 外部連結
- 官方网站